# Farnese (by)
 For alternative betydninger, se Farnese. (Se også artikler, som begynder med Farnese)
Farnese er en italiensk by (og kommune) i regionen Lazio i Italien, med omkring 1.390(2023) indbyggere.